# 舊尤里耶沃區

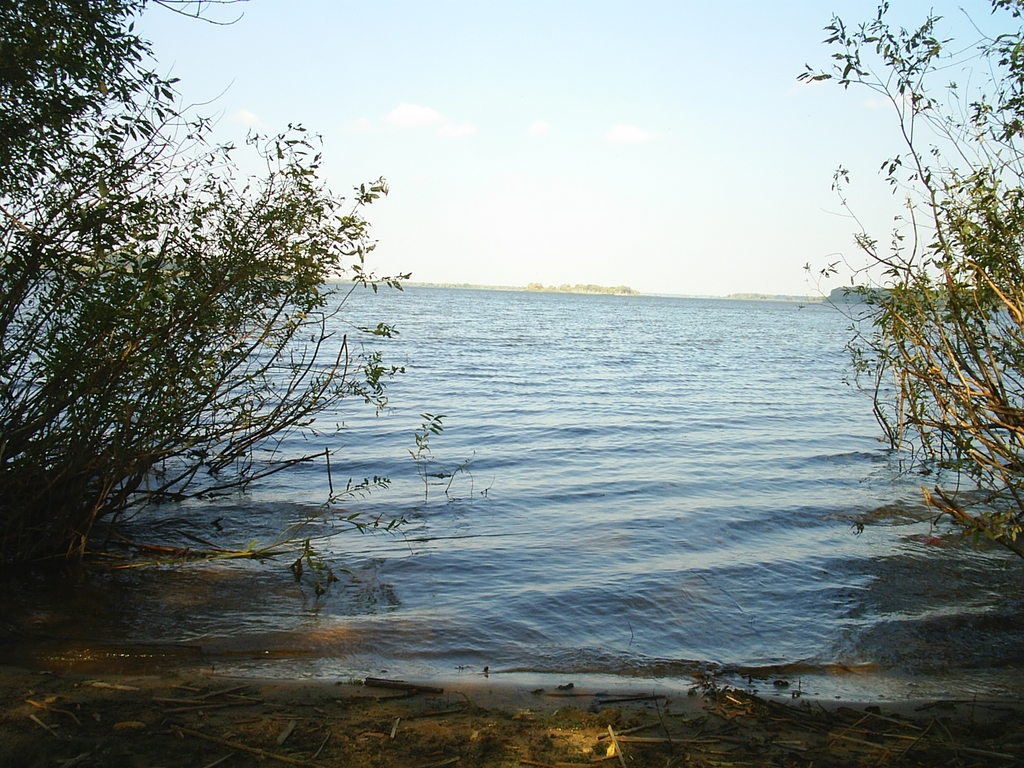

53°19′10″N 40°42′30″E / 53.31944°N 40.70833°E
舊尤里耶沃區（俄语：Староюрьевский район），是俄羅斯的一個區，位於該國西部，由坦波夫州負責管轄，面積1,008平方公里，2010年人口14,553，人口密度每平方公里14.44人。